# HJ-12
Le Hongjian-12 "HJ-12" (红箭-12 (« Flèche rouge-12 »)) est un missile antichar à guidage infrarouge portatif de troisième génération, de type tire et oublie, développé par la Chine. Il a été dévoilé lors du salon Eurosatory 2014.

## Histoire
Le missile a été présenté pour la première fois au salon Eurosatory 2014. Les modifications et améliorations ultérieures ont été présentées dans des expositions suivantes. Lors du salon Airshow China 2016, Norinco a dévoilé le HJ-12E, une variante d'exportation dotée de nouveaux empennages de commande et de nouveaux moteurs.
Le 25 mars 2020, Norinco a annoncé sa première commande à l'exportation vers un pays non-révélé.
En juillet 2021, le HJ-12 a été intégré au service des Forces terrestres de l'Armée populaire de libération. La version de service PLA est probablement basée sur la dernière variante HJ-12E.

## Conception

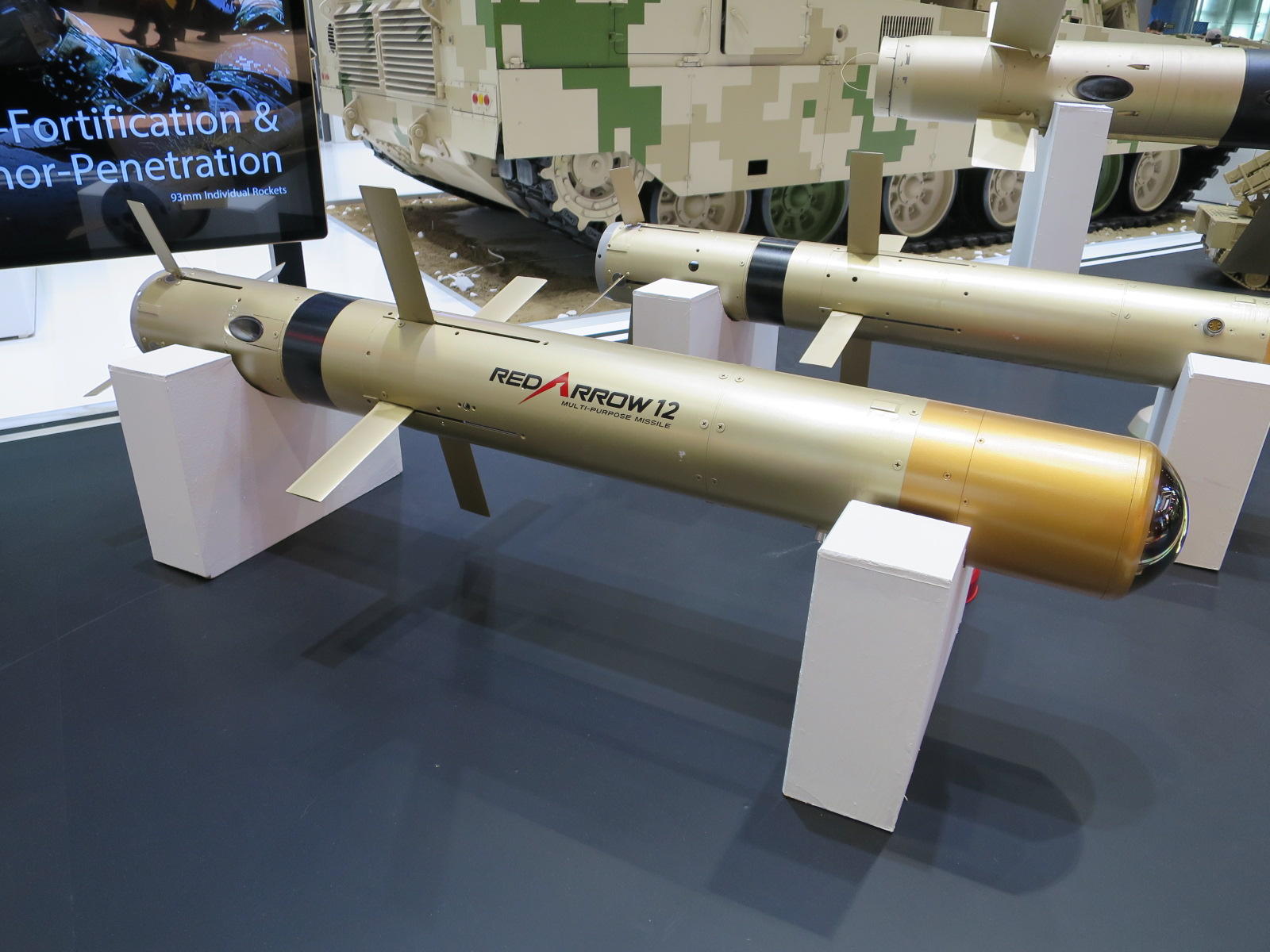
Le missile HJ-12 (Red Arrow-12) présenté à l'IDEX 2017

Le HJ-12 est un missile antichar moderne de troisième génération développé par Norinco. Le HJ-12 utilise un système de Tire et oublie utilisant le verrouillage avant lancement (LOBL) et est capable de tirer à l'intérieur des bâtiments ou de bunkers grâce à son système de "soft launch" qui ne déclenche le moteur du missile qu'une fois qu'il est sorti du lanceur ce qui permet d'éviter au gaz nocif pour les opérateurs de rester dans le bâtiment. Une fois lancé, il se dirigera de manière autonome vers sa cible, permettant à l'opérateur de se mettre immédiatement à couvert ou de recharger pour engager une autre cible. Sa technologie «tire et oublie» réduira le nombre d’opérateurs antichars nécessaires sur un champ de bataille. Le missile est capable de fonctionner de jour comme de nuit par tous les temps grâce à son autodirecteur infrarouge et son autodirecteur bimode à imagerie TV. L'ogive utilise une conception à charge creuse en tandem avec une capacité de pénétration estimée jusqu'à 1 100 mm (43,30708657 po) de blindage homogène laminé (RHA) après pénétration d'un blindage réactif explosif. Le missile guidé est capable d'engager des véhicules blindés, des fortifications, des hélicoptères et des bateaux. Face à des cibles ponctuelles non blindées, des bunkers et des fortifications, le missile peut être équipé d'ogives hautement explosives ou à effet thermobarique. Lorsqu'il engage des chars et des véhicules blindés ennemis, le HJ-12 vise à détruire le haut de ses cibles, le point le plus vulnérable.
Le HJ-12 est le premier missile antichar portable de Chine, augmentant la capacité de la force terrestre de l'Armée populaire de libération à disposer de forces d'infanterie plus modernes et plus mobiles. Il est destiné à permettre à la Chine de rivaliser avec les développements de missiles antichars réalisés par les entreprises de défense occidentales, comme les FGM-148 Javelin et Spike. Le missile est également disponible pour l'exportation vers les armées des pays qui devraient faire face à des chars de combat principaux de troisième génération, mais le nombre d'acheteurs est inconnu car la Chine est très opaque sur ses exportations d'armes.

## Variantes
HJ-12
Variante de base, dévoilée pour la première fois au Airshow China 2014.
HJ-12E
Désignation d'exportation pour HJ-12

## Utilisateurs
- Chine
  - Armée de terre chinoise[4],[9]
- Algérie
  - Armée nationale populaire[10],[11]
- Indonésie
  - PT Pindad et Norinco ont signé un protocole d'accord concernant le développement de la technologie des missiles guidés antichars le 7 novembre 2022[12].
- Nigeria
  - Forces armées nigérianes[13]